# Le Mesnil-Ozenne

Le Mesnil-Ozenne este o comună în departamentul Manche, Franța. În 1 ianuarie 2022 avea o populație de 269 de locuitori.